# 名古屋三井ビルディング
名古屋三井ビルディング （なごやみついビルディング） は、愛知県名古屋市中村区名駅南にある超高層ビルである。

## 概要
「新名古屋ビル｣を買収して「名古屋三井ビルディング北館・東館・南館｣などと命名したのが、「名古屋三井ビルディング」の始まりである。
現在の「本館」は三井不動産が1987年（昭和62年）に自社で建設したオフィスビルで、2011年（平成23年）6月1日には「名古屋三井ビルディング別館」および「三井ビル駐車場」跡地を再開発した「新館」を「本館」に接続する形で竣工させた。
かつての「東館・南館｣はモード学園スパイラルタワーズとなり、映画館『名古屋ピカデリー』などがあった「北館」を再開発の為に取り壊した為、旧新名古屋ビルを名称変更した旧名古屋三井ビルは存在しなくなった。取り壊した北館跡地には2014年（平成26年）に商業施設の「M4テラス」が開業したが、暫定的なものであったため2018年（平成30年）に閉鎖。
その後、2021年（令和3年）1月に「名古屋三井ビルディング北館」が完成し、現在は「本館｣・｢新館｣・「北館」の3館で構成されている。また、北館の開業により新名フード地下街は同ビルの地下1階商業部分とデザイン的な融合が図られ「キタチカ」に名称を変更している。
広小路通と名駅通、太閤通が交差する笹島交差点の角はサンクンガーデンのある広場になっている為、高層ビルの圧迫感はなく開放的な雰囲気を作り出している。
「新名古屋ビル」の時代から新名フード（現・キタチカ）などの地下街と接続していたことを活用し、現在の｢本館・新館｣は「広小路横断地下通路」を設置して、モード学園スパイラルタワーズの地下などとも繋がり、名古屋駅まで雨や雪の日でも濡れずに行くことが出来るようになっている。
現在の本館･新館は「名古屋三井ビルディング本館・別館」として一体的に容積率などの計算をする団地認定を受け、法的にも一体的な開発として認定されている。

## 主なテナント

### オフィステナント

#### 本館
- 三井不動産 中部支店[4]
- 三井化学 名古屋支店
- 商船三井 名古屋支店
- カナデビア 中部支社
- 日本音楽著作権協会 中部支部

#### 新館
- 東レ 名古屋支店
- IHI 中部支社
- デンカ 名古屋支店
- ジェイアール東日本企画 中部支社
- 三菱UFJモルガン・スタンレー証券 名古屋駅前支店

#### 北館
- 三井物産 中部支社
- 三井情報 中部支店
- 東芝エレベータ 中部支社
- 名鉄都市開発
- 名鉄協商
- 電通名鉄コミュニケーションズ

### 店舗
- ドコモショップ 広小路笹島店（本館）
- いきなり!ステーキ 名古屋三井ビル店（本館）
- FEELCYCLE名古屋（新館）
- モーニング喫茶・リヨン（別館）
- 三井住友銀行 名古屋駅前支店（北館5階）
- グッチ 名古屋メイエキ（北館）
- 資生堂ビューティーサロン 名古屋店（北館）
- カフェ・ド・クリエ 名古屋三井ビルディング北館店（北館）
- ワークスタイリング名古屋（北館）

## 最寄り駅
- 名古屋駅
  - 名鉄名古屋駅
  - 近鉄名古屋駅

## 参照
- 名古屋市：名古屋三井ビルディング本館・別館（事業向け情報）（ウェブサイト）
- 中村区の団地認定区域：名古屋三井ビルディング本館・別館（ウェブサイト）